# Valerio Guagnelli
Valerio Guagnelli est un joueur de volley-ball san-marinais-français né le 20 mai 1975 à Crépy-en-Valois. Il mesure 1,97 m et joue réceptionneur-attaquant.

## Clubs
| Club                  | Pays   | De        | À         |
| --------------------- | ------ | --------- | --------- |
| RC France             | France | 1994-1995 | 1994-1995 |
| Paris SG-Asnières     | France | 1995-1996 | 1996-1997 |
| VBC Ermont            | France | 1997-1998 | 1999-2000 |
| Rennes Étudiants Club | France | 2000-2001 | 2000-2001 |
| Rende                 | Italie | 2001-2002 | 2001-2002 |
| Cosenza               | Italie | 2002-2003 | 2002-2003 |
| Arezzo                | Italie | 2003-2004 | …         |

## Palmarès
Néant.